# Shavo Odadjian

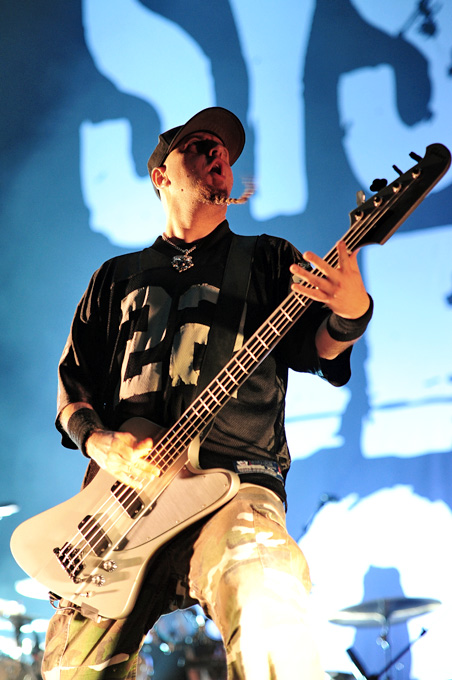

Shavarsh „Shavo“ Odadjian (armenisch Շավո Օդաջյան; * 22. April 1974 in Jerewan, Armenische SSR) ist ein US-amerikanischer Bassist. Er ist Mitglied der Metal-Band System of a Down.

## Werdegang
In seiner Jugend verbrachte Odadjian viel Zeit mit Skateboarden und hörte Punk-Rock und Heavy Metal. Seine Lieblingsbands sind Slayer, The Punk Angle, Dead Kennedys, KISS und Black Sabbath.
Er zog in seinem fünften Lebensjahr von Armenien nach Los Angeles, wo er auf die Alex Pilibos High School ging, eine armenische Bekenntnisschule. Dort traf er erstmals mit seinen zukünftigen Bandmitgliedern Daron Malakian und Serj Tankian zusammen, jedoch kannte er sie zu dieser Zeit nicht näher.
Nachdem er sie 1993 in einem Aufnahmestudio getroffen hatte, sollte Odadjian ursprünglich der Manager der Band Soil (nicht zu verwechseln mit SOiL) werden, die aus Sänger Tankian und Gitarrist Malakian bestand. Doch als er sich 1995 dazu entschloss, Bass zu spielen, wurde er zum Bassisten der Band System of a Down.
Seit System of a Down 2006 eine Schaffenspause angekündigt haben, arbeitet Odadjian an „Achozen“, einem Projekt mit dem Wu-Tang-Clan-Rapper Robert Diggs. Neben Gastauftritten auf dem Wu-Tang-Clan-Album 8 Diagrams war Odadjian auch an der Wu-Tang-Clan-Tournee Rock the Bells 2007 beteiligt. Er arbeitete am Soundtrack für den US-amerikanischen Film Babylon A.D., der im August 2008 erschienen ist. Im Jahr 2022 kündigte er ein weiteres Nebenprojekt The Shavo Project an. Odadjian spielt neben System Of A Down noch in der Band North Kingsley.

## Filmisches Schaffen
Odadjian war 1993 im Musikvideo Big Gun von AC/DC zu sehen. 2001 trat er in einer kurzen Nebenrolle im Film Zoolander auf. Er führte Regie bei den System-of-a-Down-Videos zu Aerials, B.Y.O.B, Toxicity, Question! und Hypnotize, dem Video zum Taproot-Song Mine und zum Bad-Brains-Song Give Thanks and Praises.

## Veröffentlichungen

### Mit System of a Down (Alben)
- 1998: System of a Down
- 2001: Toxicity
- 2002: Steal This Album!
- 2005: Mezmerize
- 2005: Hypnotize

### Gastauftritte
- 2000: Snot mit Max Cavalera  – Catch a Spirit auf Strait Up: A Tribute to Lynn Strait
- 2007: Agnostic Front – Unpredictable und Windmill auf 8 Diagrams